# Gislaveds VBK
Gislaved VBK (GVK) är en volleybollklubb i Gislaved i Sverige.

## Historik
Klubben bildades 1968 efter en sammanslagning mellan Gislaveds finska förening och Bosebo 4H. I början fanns det både herr- och damlag, men sedan början av 1980-talet har GVK koncentrerat sig på endast damer och flickor. Klubben bedriver sin verksamhet i Gisle sportcenter.
GVK har under åren fostrat många spelare som fortsatt sina karriärer i olika klubbar i Sverige och utomlands, bl.a. Per-Anders Sääf, EM-silvermedaljör i Globen 1989 och Samantha Sylva, mångfaldig svensk mästare med KFUM Örebro.

## Elitlag
GVK spelar i Elitserien i volleyboll för damer. Debuten skedde säsongen 1997/1998. Som bäst har elitlaget placerat sig på 4:e plats i grundserien (2013/2014), samt varit i kvartsfinal ett flertal gånger. Säsongen 2011/2012 blev dock en milstolpe för klubben då laget för första gången tog sig till semifinal efter att ha slagit ut storfavoriterna Engelholm i kvartsfinalen (3-1 i matcher). Däremot blev Hylte/Halmstad för svåra i semifinalen. H/H vann med 3-2 i matcher. 
Säsongen 2012/2013 blev det revansch mot Hylte/Halmstad i kvartsfinal, men blev sedan utslagna i semifinal mot blivande mästarna från Katrineholm.
Man har även kvalificerat sig till Grand Prix 2 gånger. 2012 (4:a) och 2014 (3:a). Laget deltog även i Nordiska Klubbmästerskapen 2013/2014 där man tog silver.
För närvarande ligger Gislaved på 11:e plats i maratontabellen med 16 spelade säsonger och 257 inspelade poäng (våren 2017).

## Landslag
Gislaved har haft flera spelare som representerat Sverige i olika landslag genom åren. En del har andra moderklubbar, men haft GVK som klubbadress när de spelat i landslagen:
| Namn                | A  | J   | U |  | Namn                | A | J  | U  |
| Ida Nilsson         | 12 |     |   |  | Sofia Ögren         |   | 5  |    |
| Johanna Larsson     | 5  | 20* |   |  | Anna Nilsson        |   | 5* |    |
| Cecilia Lennartsson | 3  |     |   |  | Frida Karlsson      |   | 4* |    |
| Sara Pettersson     |    | 55* |   |  | Rebecka Gustavsson  |   | 4* |    |
| Elisabeth Franze    |    | 25* |   |  | Sanna Schultz       |   | 4* |    |
| Vicki Jochimsen     |    | 15* |   |  | Malin Stavander     |   | 4* |    |
| Johanna Rothén      |    | 13* |   |  | Therése Lakatos     |   | 4  |    |
| Linn Englund        |    | 10* |   |  | Eva-Karin Eriksson  |   | 3  | 18 |
| Emma Petersson      |    | 8*  |   |  | Mathilda Gustavsson |   |    | 4  |

- = Studerar eller har studerat på Riksidrottsgymnasiet i Falköping och representerat RIG Falköping i seriespel under studietiden.

Lisa Tannerfalk - uttagen till landslagsläger efter SM-slutspelet 2012. 
Samantha Sylva - 52 landskamper, representerade KFUM Örebro.
Per-Anders Sääf - 394 landskamper (flest landskamper - alla kategorier - i Sverige), spelade i ett flertal utländska klubbar under hela landslagskarriären.

## Ungdom
Gislaved är tillsammans med bland andra Vallentuna Volley, Sollentuna VK och Svedala VBK de mest framgångsrika klubbarna på flicksidan i Sverige.
Ungdomsverksamheten är en viktig del för klubben, klubbens ledstjärna. GVK har stora ungdomsgrupper, allt från kidsvolley och uppåt i åldrarna.
Ett högt uppsatt mål är att satsa på ungdomarna, fortsätta vara en förening med stark ungdomsverksamhet.

## Ungdoms-SM
Sedan 1999 arrangerar klubben U21-SM (tidigare kallat Junior-SM) i volleyboll, där Sveriges 16 bästa dam- resp herrlag gör upp om medaljerna. 
Gislaved har tre titlar hittills - 2000, 2001 och 2008. 
Finalspelet går av stapeln månadsskiftet april/maj varje år, och föregås av ett kvalspel (poolfinaler) runt omkring i landet månadsskiftet januari/februari.
Från och med 2012 kommer Gislaved VK att arrangera U19-SM i stället för U21, då Katrineholm (som tidigare haft U19-SM) och Gislaved skiftat åldersklasserna.